# Le solitarie
(Ada Negri, 1917)
Le solitarie sono la prima raccolta di prose scritta dalla poetessa Ada Negri e pubblicata nel 1917 da Treves, a Milano.
Si tratta di 18 novelle imperniate perlopiù sul tema della condizione femminile tra fine Ottocento e inizio Novecento, attraverso brevi ma memorabili ritratti, dov'è facilmente individuabile l'origine socialista della scrittrice lodigiana.
È uno dei primi documenti che si occupano così da vicino di alcuni problemi che troveranno la loro fortuna a Novecento inoltrato, ma che Ada anticipa con poeticità e vigore in questo e in altri suoi testi.

## Fortuna
Le solitarie sono una delle opere più rappresentative e rilevanti, artisticamente e tematicamente, della letteratura femminile dell'intero XX secolo; come tale, ebbe il giusto successo negli anni dieci fino alla Seconda guerra mondiale, ma, per motivi di censura politica da parte della critica, come a gran parte dell'opera di Negri, anche a Le solitarie toccò un lungo silenzio: ancora oggi il testo, come l'autrice, è tenuto lontano dal canone novecentesco.

## La struttura
Il libro è aperto da una breve lettera/dedica a Margherita Sarfatti, nella quale l'autrice ricorda, in una prosa che si avvicina molto al linguaggio poetico negriano, i momenti della composizione delle novelle, trascorsi in compagnia della celebre amica, nella residenza in campagna di questa.
Si leggono poi le 18 novelle, di cui i titoli nell'ordine:
- Il posto dei vecchi
- Nella nebbia
- Una serva
- La promessa
- Anima bianca
- Gli adolescenti
- Il crimine
- L'incontro
- L'altre vita
- Un rimorso
- Gelosia
- L'assoluto
- Clara Walser
- Storia di una taciturna
- Una volontaria
- L'appuntamento
- Mater admirabilis
- Il denaro

## I temi

### Autobiografismo
Tutte le novelle della raccolta contengono elementi autobiografici (l'autobiografismo è la cifra di tutta l'opera di Negri).
In Il posto dei vecchi, novella introduttiva e manifesto dell'intero libro, la protagonista è una tessitrice di bianco, Feliciana, figura che calca quella della madre di Ada, Vittoria Cornalba: Feliciana infatti, alla morte del marito, lascia il suo impiego per andare a lavorare in fabbrica a 1,75 lire/13 ore, con enormi sacrifici, solo allo scopo di consentire gli studi ai propri figli. La serenità e la forza con cui la minuta donna compie le proprie fatiche rispecchiano il temperamento di Vittoria.
Tuttavia, il carattere più speculare si trova in incipit, nella morte in una corsia d'ospedale del marito di Feliciana, Gigi Fracchia detto Rossini, popolare nelle taverne di porta Ticinese per la sua splendida voce tenorile e per la [...] prodigalità, colla quale gettava nel fondo paonazzo dei bicchieri i suoi guadagni di vetturino pubblico: questo infatti è un ritratto del padre di Ada, Giuseppe Negri, vetturino alcolizzato morto giovane in una corsia d'ospedale. Questa figura resta come emblema dell'idea che Negri ha degli uomini.
In Il denaro, novella che chiude Le solitarie, la protagonista Veronetta e le vicende di gran parte della novella sono rispettivamente specchio di Ada e della vita di Ada.

### Denaro
Quello del denaro è il tema propriamente dell'ultima novella, che ne prende il nome, ma il suo odore costella gran parte delle novelle.
Il denaro infatti entra in giuoco spesso all'interno del tòpos della fabbrica: essa è il luogo nel quale si va allo scopo del guadagno; Ada Negri scrive:
Tutto era, intorno a lei  [Veronetta] , inflessibilmente preciso, a base d'orario e di calcolo. Nel lavoro degli impiegati, nelle loro aspirazioni, nei loro discorsi, una sola molla, una sola base, un solo Dio: il guadagno..
C'è una descrizione del denaro stesso, fatta attraverso la percezione di Veronetta; si tratta del denaro dei poveri ma anche degli avidi:
...ella prese i biglietti, li esaminò. Erano tre carte logore, bisunte, con l'impronta d'innumerevoli mani sulla superficie gommosa: una di esse, rotta in due punti, portava due mezzi francobolli sui margini degli strappi. Esalavano odor di sudicio, di retrobottega, di tasche tabaccose, di dita avide e unghiute.

### Fabbrica
Si tratta di molti degli scenari che fanno da sfondo all'agire delle protagoniste; in particolare caratterizzano il racconto le descrizioni di fabbrica in Il posto dei vecchi, La promessa, Il crimine e Il denaro.
Essendo protagoniste le donne, le fabbriche sono perlopiù opifici tessili; come exempla risultano utili le descrizioni contenute nella novella La promessa:
L'opificio vuoto d'operai taceva nella calma greve del mezzogiorno; ma c'era nell'aria la stupefazione di quel silenzio, e un senso d'attesa, un vibrare d'attesa: come se a quel paese di ferro fosse impossibile esistere senza lo strepitio, l'ansimo delle macchine in moto.
Dunque Negri indirettamente rileva una questione più che mai attuale: l'inquinamento acustico provocato dai macchinari degli impianti, mostrandoci come fastidio la calma stessa.
Ma va oltre: vi si trova (di seguito alla citazione precedente) la sensibilità dell'autrice all'inquinamento atmosferico provocato dai vapori, messi in contrasto con una natura oscurata:
Grigiastri vapori passavano e ripassavano sul sole, difformandosi, sciogliendosi, ricomponendosi, mutando l'aspetto della montagna e del torrente secondo l'alterna vicenda dell'ombra e della luce.
E ancora, topica è l'immagine della ciminiera, che prepotentemente taglia in due i cieli nei paesaggi negriani:
I giorni e le notti passarono sull'opificio grigio. La ciminiera continuò a fendere col suo impeto diritto, col suo fischio prepotente le brume delle albe, le luci dei tramonti.

### Femminismo
Non si può parlare propriamente di femminismo, ma queste novelle hanno al centro la tematica femminile: in esse Ada Negri denunzia la condizione disagiata, l'emarginazione, le frustrazioni delle donne sole, delle operaie, delle maestre tra Ottocento e Novecento.
Per motivi strettamente autobiografici, ma anche per la propria sensibilità sociale, Negri capisce che le problematiche femminili meritano un'espressione diversa, di un occhio privilegiato come il suo, che ha vissuto certe esperienze in prima persona e ora ha la fama e i mezzi per parlarne, per divulgare, per gridare: il grido delle poesie giovanili, nella prosa de Le solitarie non si è svilito; ha assunto nuova forma, ma il sangue delle immagini e la loro forza espressionistica non si pèrdono, anzi ne guadagnano.
I volti, gli odori, le vite dei caratteri femminili de Le solitarie, oppressi dal lavoro, dagli uomini (padri, mariti, violentatori ecc.), dalla miseria, fanno di questi testi uno dei primi grandi manifesti di un femminismo ancora tutto letterario: ma contando il grande successo editoriale (10 000 copie già nel 1920) è stato un libro con grandi potenzialità sociali, che smosse e smuove ancora le coscienze.

### Sessualità
Tutte le donne de Le solitarie sono fortemente caratterizzate sul piano sessuale: ma in negativo. Si tratta della sessualità repressa per costrizione o per scelta già presente nella biografia di Ada stessa: l'esperienza della nonna Peppina e della madre Vittoria con gli uomini ne caratterizza fortemente configurazione e rapporti, nella vita e nella letteratura.
La novella nella quale la sessualità repressa si trasforma in un tripudio di sensualità è Nella nebbia: la protagonista è Raimonda, donna ma dal volto sfregiato orrendamente fin dall'infanzia (mezza maschera). Ciò le ha precluso ogni rapporto sentimentale e sessuale con gli uomini, ma una vicenda breve e intensa nella nebbia fitta, che ne nasconde la maschera e ne fa cogliere solo la serpentina flessuosità, consente a Raimonda di liberare il represso, concentrando in un bacio tutte le sue pulsioni.
Le cifre comuni alla maggior parte delle solitarie protagoniste restano la bruttezza e la miseria, a precludere loro il possesso di una sfera sessuale felice. Le operaie (Il posto dei vecchi), le serve (La serva), le impiegate (L'incontro), le maestre (Anima Bianca) sono tutti personaggi che ignorano la propria sessualità o che soffrono per essa: a causa di uno stupro o di un matrimonio non voluto, di un aborto o di una deformazione, di problemi famigliari o di stereotipi sociali.

### Socialismo
C'è, nelle novelle, un'eco del socialismo negriano: non è tanto la passione politica, quanto il sentimento sociale, il desiderio di farne una militanza. Rispetto agli esordi, già con Maternità (1904), Dal profondo (1910) e Dall'esilio (1914) la poesia di Negri si era spostata su toni e temi più intimistici e autobiografici: tuttavia il socialismo militante di Fatalità (1892) e di Tempeste (1895) non si era esaurito: negli anni dieci Ada frequenta ancora (e più di prima) gli ambienti socialisti milanesi (basti pensare al suo incontro con Mussolini prima della partenza per la Svizzera), collaborando attivamente con Anna Kuliscioff e Ersilia Bronzini Majno prima, con Margherita Sarfatti poi.
Così in alcuni tratti dei testi de Le solitarie la critica della condizione operaia si tinge di rosso. Già in Il posto dei vecchi il tempo è scandito, oltre che dall'invecchiamento di Feliciana, anche dall'evolversi della lotta socialista: quando Feliciana è una giovane operaia (dunque, malgrado la mancanza di date, l'ambientazione è dell'ultimo Ottocento) se ne parla in questi termini:
In quei tempi non si parlava ancora di cooperative operaie, di sindacati e di scioperi.
Ma pochi decenni dopo (alle porte del Novecento), con Feliciana vecchia e i figli al lavoro le cose paiono cambiate:
La lotta per lo spazio e per il pane tendeva il nerbo d'ogni discorso, d'ogni gesto, in quell'angusto appartamento  [del figlio Leonardo]  senza sole. Giornali socialisti dal titolo e dai caratteri di fiamma, vi entravano, fra le mani dei robusti adolescenti e dei loro compagni di laboratorio e di lega. La sera, intorno alla tavola, sotto il giallo becco del gas, per bocca loro, con frasi balzanti e frementi, si ricomponeva la società secondo un magnifico assetto ideale.
È nel personaggio autobiografico di Veronetta (Il denaro) che meglio si legge il punto di vista socialista di Ada. Come scenario delle azioni della giovane Veronetta c'è la vita della madre operaia (Anna Longhena), dunque tutte le problematiche che ne fanno da sfondo: ecco che, quando è Veronetta in prima persona a entrare in fabbrica come impiegata, si assiste a una scena emblematica (peraltro specchio di un'esperienza realmente vissuta da Vittoria Cornalba):
Giovanna dominici, scapigliata, colla faccia ridotta un pugno di cenere, tenuta al braccio da Sarteschi, l'incaricato della visita alle tasche durante l'uscita degli operai [...].
– Per carità!... l'ho fatto pe' miei figli. Non mi rovinino, in nome di Dio.
[...]
– Non vi vogliamo fare del male, cara la mia donna. Ma il fatto sta che qui vi sono quattro matasse di lana, trovate su di voi, in un tascone interno della veste. Del male, no. Ma il posto lo perdete.
– [...] Che vuol che mangino i miei bambini?... Ne ho due, sono vedova. La paga non basta. La mia fatica vale più della mia paga. Chi mi può chiamar ladra?... [...] Loro non sanno, loro non possono capire....
Veronetta (da alter ego di Ada), allontanata dalla scena, emotivamente scossa dall'accaduto, reagisce così con parole emblematiche, rivolta al collega Paolo Màspero:
– Le perdoneranno?... Dica. Povera donna!... Ha due bambini. Vede, vede il bisogno, a che cosa conduce?... Nessuno dovrebbe trovarsi nel bisogno. Non è possibile che non le perdonino. Mi parrebbe d'essere complice d'un delitto.

## Lo stile
- Andamento cronologico:

Tranne che nel caso di Anima bianca, nella quale si incontra un flashback, tutte le novelle tendono a seguire l'ordine cronologico dei fatti, sul modello della novella-manifesto Il posto dei vecchi.
- Discorso indiretto libero:

Caratterizza molti brani dove narrazione e discorso diretto si fondono: l'uso di questo artificio proprio del Verismo non comporta in Negri l'oggettività, bensì aiuta a far passare il pensiero dell'autrice, di cui ogni personaggio possiede una sfumatura.
- Lessico:

A tratti, l'impiego di termini oggi non più in uso non fa da ostacolo, poiché i significanti riescono a evocare i significati.
- Linguaggio poetico:

Lo stile di questo primo volume di prose di Negri risente molto di quello delle poesie. Si tratta di una scrittura dalle tinte accese, carica di allitterazioni nel configurare le scene e i ritratti più tragici.
- Nomi dei protagonisti:

I nomi dei personaggi non sono frutto di una scelta arbitraria: si tratta di senhal, il più delle volte antitetici rispetto alla natura del personaggio, ma in ogni caso fortemente evocativi. Sono nomi propri come Feliciana, che dà l'idea della felicità (in opposizione alla sua triste biografia); Fresia, fiore profumato (in opposizione al fetore di cui sono investiti il personaggio e il suo ambiente di lavoro); Cristiana, che richiama il calvario del Cristo (e che rispecchia il suo destino del calvario di un aborto clandestino); Rosanna, maestra e anima bianca dal destino macchiato di nero; Veronetta, che richiama vera (nel senso della vera natura cui il carattere giunge, in opposizione al termine altro).

## Le influenze
- Henrik Ibsen, con Casa di bambola, incentrato sulla condizione della donna nell'Ottocento.
- Anna Kuliscioff: ispirazione/formazione politica.
- Scapigliatura: Iginio Ugo Tarchetti con Fosca, le cui protagoniste femminili hanno molto in comune coi modelli de Le solitarie; Arrigo Boito con Dualismo, del quale Ada apprezza la voce monologante, la dissociazione e la tendenza all'antitesi.
- Verismo (e Naturalismo), da cui Ada trae lo stile indiretto libero e col quale ha in comune l'interesse per le classi sociali più umili.
- Walt Whitman, dal quale apprende il rapporto natura-anima, ben presente anche e soprattutto nelle poesie.

## Attualità
Oltre alla storicità di numerosi temi, altri sono di grande attualità. Tra essi:
- Aborto:

È il tema della novella Il crimine.
- Inquinamento:

È tema presente in numerose novelle, specie in La promessa.
- Violenza sulle donne:

Lo stupro è al centro della novella Anima bianca.

## Edizioni
- 1ª edizione: Milano, Treves, 1917
- 2ª edizione: Milano, Castoldi, 1917
- 3ª edizione: Milano, Treves, 1920
- 1ª edizione: Milano, Mondadori, 1923
- 2ª edizione: Milano, Mondadori, 1929
- 3ª edizione: Milano, Mondadori, 1931
- 4ª edizione: Milano, Mondadori, 1938
- 6ª edizione: Milano, Mondadori, 1945
- ultima edizione. Milano, Corriere della sera, 2013.